# Андрей Юрьевич Боголюбский
Андре́й Ю́рьевич Боголю́бский (? — ум. 29 июня 1174) — князь Вышгородский (1149, 1155), Дорогобужский (1150—1151), Рязанский (1153), великий князь Владимирский (1157—1174). Сын Юрия Владимировича (Долгорукого) и половецкой княжны, дочери хана Аепы (Осеневича) и внучки хана Осеня (Асиня). Святой Русской православной церкви; память: 4 (17) июля и в Соборах Владимирских и Волынских святых.
В правление Андрея Боголюбского Владимиро-Суздальское княжество достигло значительного могущества и было одним из сильнейших на Руси, а впоследствии стало ядром современного Российского государства.

## Год рождения
Годом рождения Андрея Боголюбского принято считать 1111-й год по упоминанию в книге Василия Татищева «История государства Российского». Также им приводилась дата рождения отца Андрея Боголюбского Юрия, 1090 год, которая, в общем, принимается историками. Однако по мнению историка Назаренко А. В. эта дата неверна и отец Андрея Боголюбского родился в 1099—1110 годах. По мнению историка Фирсова С. Л. Андрей Боголюбский родился между 1120 и 1125 годами.

## Происхождение прозвища
Согласно сообщению позднего «Жития Андрея Боголюбского» (1701), Андрей Юрьевич получил прозвище «Боголюбский» по названию города Боголюбова под Владимиром, своей основной резиденции. Сергей Заграевский на основе более ранних источников обосновал иную ситуацию: город Боголюбов получил своё название по прозвищу Андрея, а прозвище было обусловлено древнерусской традицией именования князей «боголюбивыми» и личными качествами князя Андрея.

## При жизни отца
В 1146 году Андрей вместе со старшим братом Ростиславом изгнали из Рязани союзника Изяслава Мстиславича — Ростислава Ярославича, тот бежал к половцам.
В 1149 году, после занятия Юрием Долгоруким Киева Андрей получил от отца Вышгород, участвовал в походе против Изяслава Мстиславича на Волынь и проявил удивительную доблесть при штурме Луцка, в котором был осаждён брат Изяслава Владимир. Луцк взять не удалось. После этого Андрей временно владел Дорогобужем на Волыни.
Осенью 1152 года Андрей вместе со своим отцом участвовал в 12-дневной осаде Чернигова, закончившейся неудачей. По сведениям поздних летописцев, Андрей получил тяжелое ранение под стенами города.
В 1153 году Андрей был посажен отцом на рязанское княжение, но вернувшийся из степей с половцами Ростислав Ярославич изгнал его. Андрей бежал в одном сапоге.

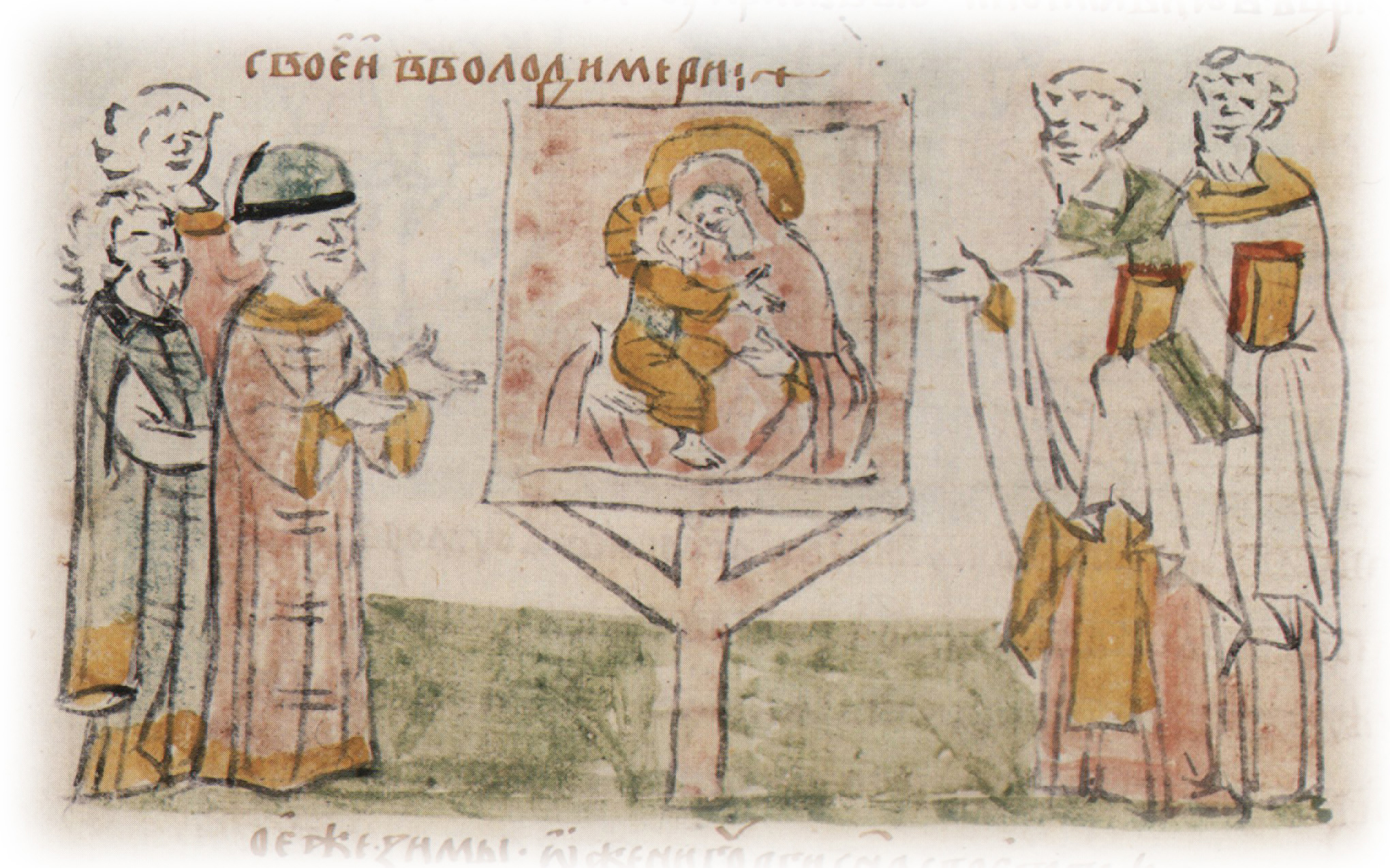
Поставление Андреем Боголюбским иконы Богоматери во Владимирской Богородцкой церкви в 1158—1160 годах. Миниатюра Радзивилловской летописи, конец XV века

После смерти Изяслава Мстиславича и Вячеслава Владимировича (1154) и окончательного утверждения Юрия Долгорукого в Киеве Андрей снова был посажен отцом в Вышгороде, но уже в 1155 году вопреки воле отца уехал во Владимир-на-Клязьме. Из Вышгородского женского монастыря он увёз с собой чудотворную икону Богородицы, которая впоследствии получила название Владимирской и стала почитаться как величайшая русская святыня. Вот как это описано у Н. И. Костомарова:

Была в Вышгороде в женском монастыре икона Св. Богородицы, привезённая из Цареграда, писанная, как гласит предание, Св. евангелистом Лукою. Рассказывали о ней чудеса, говорили, между прочим, что, будучи поставлена у стены, она ночью сама отходила от стены и становилась посреди церкви, показывая как будто вид, что желает уйти в другое место. Взять её явно было невозможно, потому что жители не позволили бы этого. Андрей задумал похитить её, перенести в суздальскую землю, даровать таким образом этой земле святыню, уважаемую на Руси, и тем показать, что над этою землёю почиет особое благословение Божие. Подговоривши священника женского монастыря Николая и диякона Нестора, Андрей ночью унёс чудотворную икону из монастыря и вместе с княгинею и соумышленниками тотчас после того убежал в суздальскую землю.
Описание события содержится в Киевской и Суздаль-Владимирской летописях, которые во многом сходятся, но расходятся в оценке поступка Боголюбского. Киевская летопись описывает оставление Боголюбским Вышгорода без отцовского разрешения и взятие иконы как некорректное и незаконное. Суздаль-Владимирская летопись же исключает упоминание этих подробностей и чего-либо некорректного или незаконного со стороны Боголюбского. Суздаль-Владимирская летопись оценивала Боголюбского и его политику положительно, Киевская летопись критиковала его и его политику по отношению к Киеву.
По мнению историка Ярослава Пеленского, для оправдания поступка Боголюбского в «Сказание о чудесах Владимирской иконы Божией Матери» была включена версия о том, что иконе было «беспокойно» в Вышгороде, икона сама хотела перенестись в Ростовскую землю, а Боголюбский выступил просто как исполнитель высшей воли. По этой версии, священность Киевской земли с переносом иконы переносится на Ростов-Суздальскую землю и далее во Владимир.
Историк отмечает антикиевский настрой Сказания, отражавший политику Боголюбского. Ростово-Суздальская земля и Владимир становились преемниками Киева, Киев же становился незначимым. Период нахождения иконы в Киеве, включая историю о её (незаконном) переносе, был включен в московскую риторику о преемственности от Киева много позже, когда в начале 1560-х годов была составлена Степенная книга.
Согласно житию, по дороге в Ростов, ночью во сне князю явилась Богородица и велела оставить икону во Владимире. Андрей так и поступил, а на месте видения основал каменный город Боголюбый (ныне Боголюбово), который стал его резиденцией.

## Великое княжение

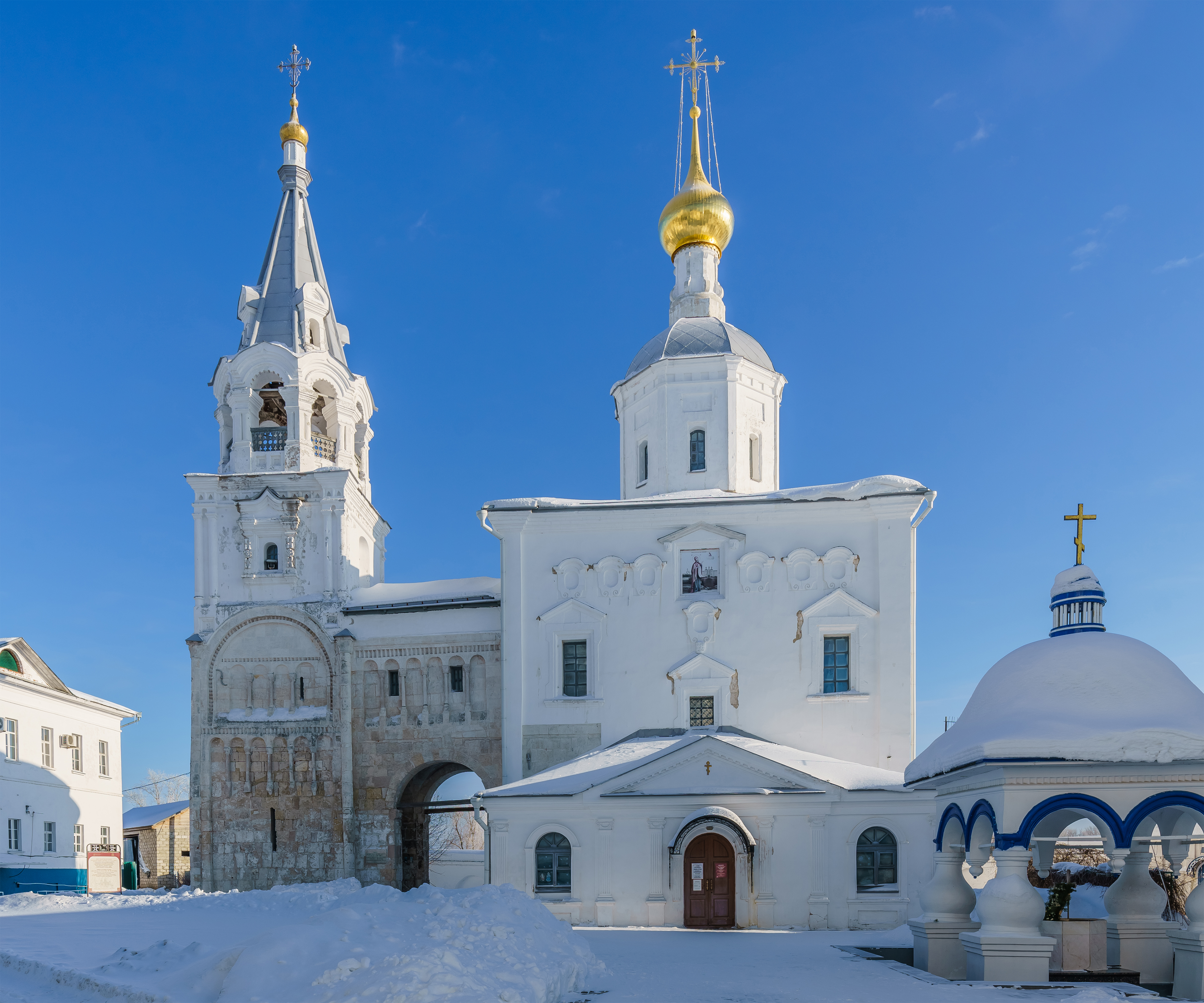
Собор Рождества Богородицы и остатки княжеского дворца (переход и лестничная башня) в Боголюбском монастыре, Боголюбово

После смерти отца (1157) стал князем Владимирским, Ростовским и Суздальским. Став «самовластцем всей Суздальской земли», Андрей Боголюбский перенёс столицу княжества во Владимир. В 1158—1164 годах Андрей Боголюбский пристроил к Владимирскому кремлю так называемый Новый город — земляную крепость с двумя воротными башнями из белого камня. До наших дней из пяти внешних ворот крепости уцелели одни — Золотые Ворота, которые были окованы золочёной медью. Был построен великолепный Успенский собор и другие церкви и монастыри. В это же время под Владимиром вырос укреплённый княжеский замок Боголюбово — основная резиденция Андрея Боголюбского, по названию которой он и получил своё прозвище. При князе Андрее была построена знаменитая Церковь Покрова на Нерли недалеко от Боголюбова. Вероятно, под непосредственным руководством Андрея в 1156 году была построена крепость в Москве (согласно летописи, эту крепость строил Долгорукий, но он в это время находился в Киеве).

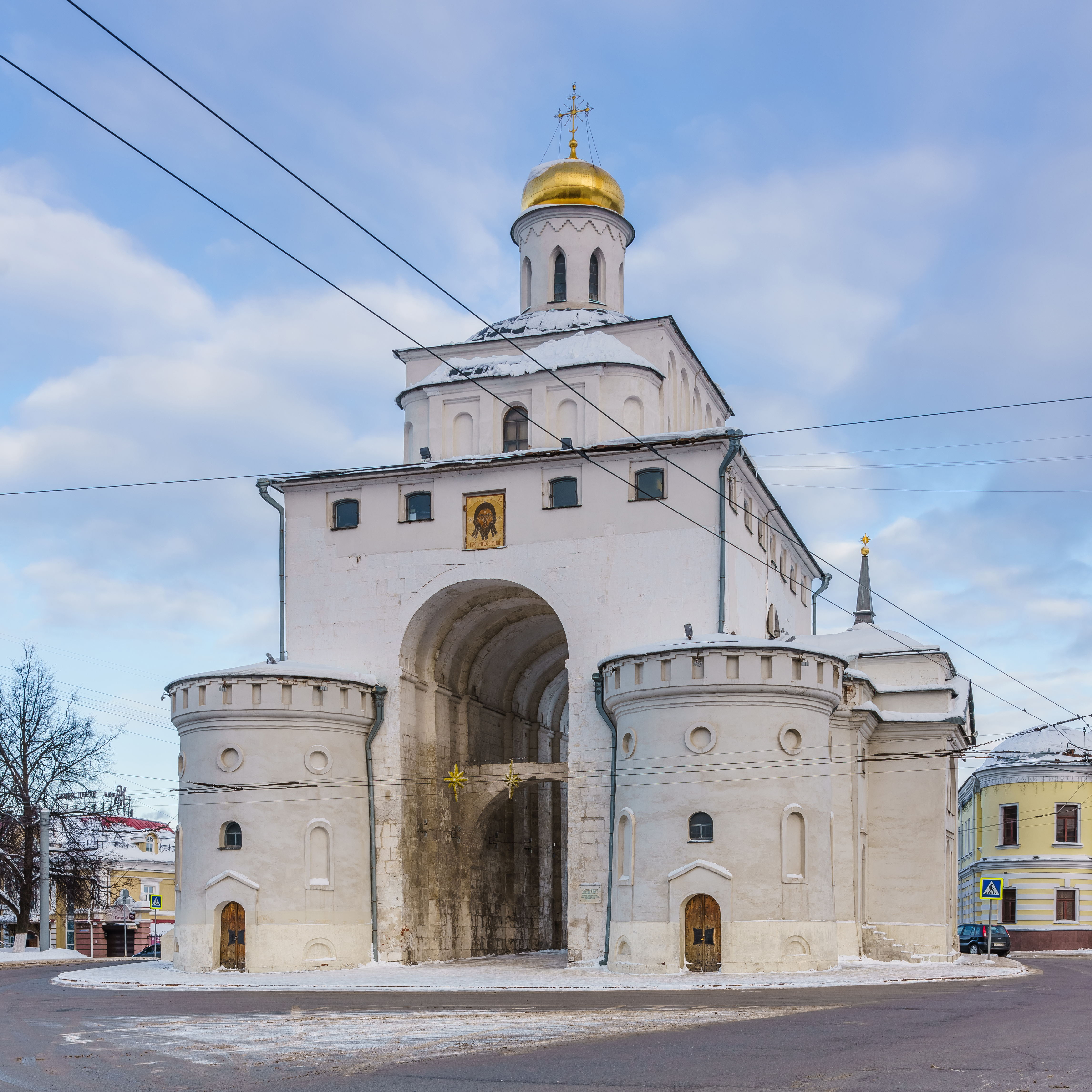
Золотые ворота во Владимире

По известию Лаврентьевской летописи, Юрий Долгорукий взял крестное целование с главных городов Ростово-Суздальского княжества на том, что княжить в нём должны его младшие сыновья, по всей вероятности, рассчитывая на утверждение старших на юге. Андрей на момент смерти отца уступал в старшинстве по лествичному праву обоим главным претендентам на киевское княжение: Изяславу Давыдовичу и Ростиславу Мстиславичу. Удержаться на юге удалось лишь Глебу Юрьевичу (с этого момента Переяславское княжество обособилось от Киева), с 1155 года женатому на дочери Изяслава Давыдовича, и ненадолго — Мстиславу Юрьевичу (в Поросье до окончательного утверждения в Киеве Ростислава Мстиславича в 1161 году). Остальным Юрьевичам пришлось покинуть Киевскую землю, но незначительный удел (Кидекша) на севере получил только Борис Юрьевич, умерший бездетным уже в 1159 году. Кроме того, в 1161 году Андрей выгнал из княжества свою мачеху, греческую царевну Ольгу, вместе с её детьми Михаилом, Васильком и семилетним Всеволодом. В Ростовской земле было два старших вечевых города — Ростов и Суздаль. В своём княжестве Андрей Боголюбский пытался уйти от практики вечевых сходок. Желая править единолично, Андрей прогнал из Ростовской земли вслед за своими братьями и племянниками и «передних мужей» отца своего, то есть больших отцовых бояр. Содействуя развитию феодальных отношений, опирался на дружину, а также на владимирских горожан; был связан с торгово-ремесленными кругами Ростова и Суздаля.
В 1159 году Изяслав Давыдович был изгнан из Киева Мстиславом Изяславичем Волынским и галицким войском, киевским князем стал Ростислав Мстиславич, чей сын Святослав княжил в Новгороде. В том же году Андрей захватил новгородский укрепленный пункт Волок Ламский, основанный новгородскими купцами, и праздновал здесь свадьбу своей дочери Ростиславы с князем вщижским Святославом Владимировичем, племянником Изяслава Давыдовича. Изяслав Андреевич вместе с муромской помощью был послан на помощь Святославу под Вщиж против Святослава Ольговича и Святослава Всеволодовича. В 1160 году новгородцы пригласили на княжение племянника Андрея, Мстислава Ростиславича, но ненадолго: в следующем году Изяслав Давыдович погиб при попытке овладеть Киевом, и в Новгород на несколько лет вернулся Святослав Ростиславич.
В политической жизни Андрей опирался не на родовое боярство, а на младших дружинников («милостников»), которым раздавал в условное владение земли, — прообраз будущих помещиков и дворянства. Проводившаяся им политика усиления самовластия предвещала формирование самодержавия в Московской Руси XV—XVI веков. В. О. Ключевский называл его первым великороссом: «В лице князя Андрея великоросс впервые выступал на историческую сцену, и это выступление нельзя признать удачным. В трудные минуты этот князь способен был развить громадные силы и разменялся на пустяки и ошибки в спокойные, досужие годы».

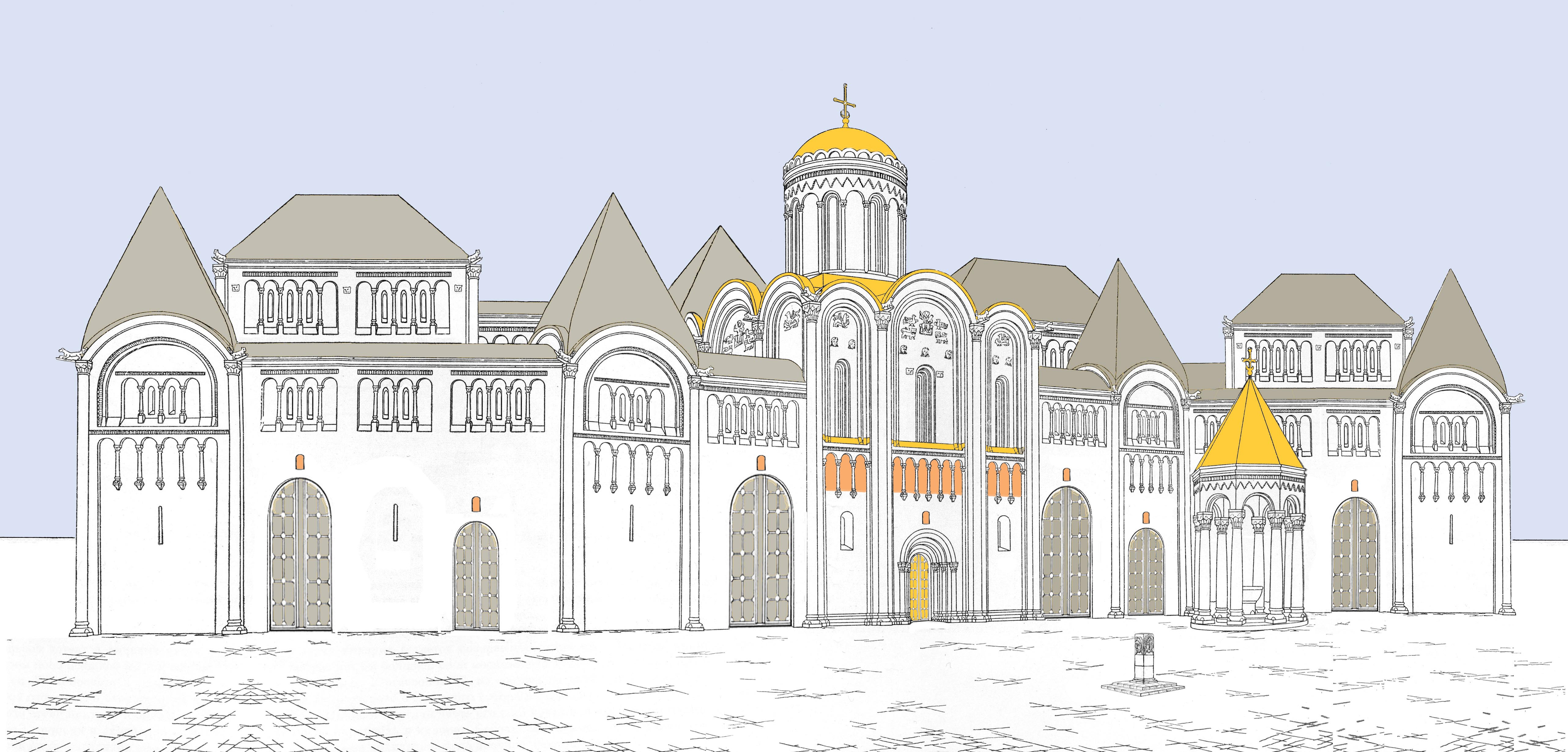
С. В. Заграевский. Реконструкция замка Андрея Боголюбского

В 1160 году Андрей предпринял неудачную попытку учредить для своего княжества независимую от киевской митрополию. Но Константинопольский патриарх Лука Хрисоверг отказался посвятить Феодора, Андреева кандидата, и в митрополиты, и в ростовские епископы, поставив епископом византийца Леона. Некоторое время в епархии имело место фактическое двоевластие: местопребыванием Феодора являлся Владимир, Леона — Ростов. В конце 1160-х годов Андрею пришлось отправить Феодора к киевскому митрополиту Константину, где его подвергли жестокой расправе — низложенному епископу урезали язык и отрубили правую руку.
Андрей Боголюбский сознательно стремился сделать свой стольный город Владимир равноценным Киеву в архитектурном отношении, приглашал для строительства владимирских храмов западноевропейских зодчих. Тенденция к большей культурной самостоятельности прослеживается и во введении им на Руси новых праздников, не принятых в Византии. По инициативе князя, как предполагают, были учреждены в Русской (Северо-восточной) церкви новые местные праздники Всемилостивому Спасу (1 августа) и Покрова Пресвятой Богородицы (1 октября по Юлианскому календарю).

### Поход на Киев (1169)

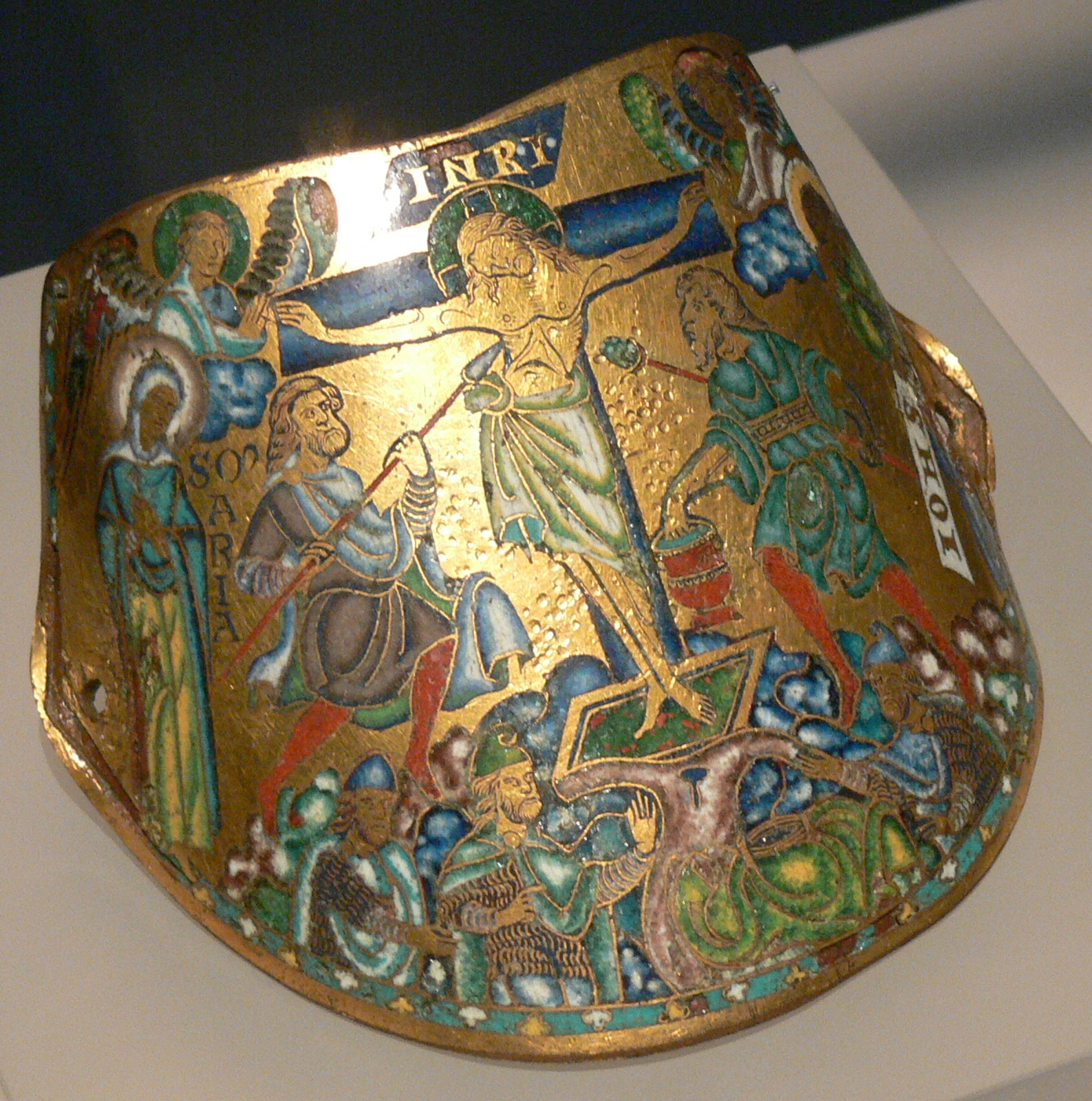
Наплечники Андрея Боголюбского — подарок Фридриха Барбароссы. Германский национальный музей, Нюрнберг

После смерти Ростислава (1167) старшинство в роду Рюриковичей принадлежало Святославу Всеволодовичу черниговскому из ветви Ольговичей, правнуку Святослава Ярославича. В ветви Мономаховичей старшими были правнуки Всеволода Ярославича Владимир Мстиславич, затем сам Андрей Боголюбский. Несмотря на это, Мстислав Изяславич Волынский занял Киев, выгнав своего дядю Владимира Мстиславича, и посадил в Новгороде своего сына Романа. Мстислав стремился сконцентрировать управление Киевской землёй в своих руках, чему воспротивились его двоюродные братья смоленские Ростиславичи, княжившие в киевских пригородах. К противникам киевского князя присоединился Андрей Боголюбский, пославший на юг войско во главе со своим сыном Мстиславом. В итоге к походу присоединились семь южнорусских князей: Роман, Рюрик, Давыд и Мстислав Ростиславичи, Олег и Игорь Святославичи из новгород-северской линии Ольговичей, Владимир Андреевич дорогобужский, и трое князей родственников Андрея: Глеб Юрьевич, в тот момент правивший в Переяславле-Русском, младший брат Андрея Всеволод и племянник Андрея Мстислав Ростиславич. Есть мнения историков, что коалицию возглавили Ростиславичи или Ольговичи, а не Андрей Боголюбский. Новгородская летопись упоминает среди участников похода ещё полочан, муромцев и рязанцев. Союзники Мстислава Киевского (Ярослав Осмомысл галицкий, Святослав Всеволодович черниговский, Ярослав Изяславич луцкий, Иван Юрьевич туровский и Всеволодовичи городенские) не предприняли деблокирующего удара под осаждённый Киев. 12 марта 1169 года Киев был взят приступом. Два дня (по др. данным, три дня) смоляне, суздальцы и черниговцы грабили «матерь руских городов», чего прежде в княжеских войнах никогда не случалось. Множество киевлян были уведены в плен. В монастырях и церквах воины забирали не только драгоценности, но и всю святость: иконы, кресты, колокола и ризы. «Митрополия» (Софийский собор) была разграблена наравне с другими храмами. «И бысть в Киеве на всих человецах стенание и туга, и скорбь неутишимая». В Киеве вокняжился младший брат Андрея Глеб Юрьевич Переяславский, сам Андрей остался во Владимире, что традиционно трактуется, как «перенос столицы» из Киева во Владимир с сохранением великокняжеского титула за Андреем.
Деятельность Андрея оценивается большинством историков как попытка «произвести переворот в политическом строе Русской земли». Андрей Боголюбский впервые изменил представления о старшинстве в роду Рюриковичей:

До сих пор звание старшего великого князя нераздельно соединено было с обладанием старшим киевским столом. Князь, признанный старшим среди родичей, обыкновенно садился в Киеве; князь, сидевший в Киеве, обыкновенно признавался старшим среди родичей: таков был порядок, считавшийся правильным. Андрей впервые отделил старшинство от места: заставив признать себя великим князем всей Русской земли, он не покинул своей Суздальской волости и не поехал в Киев сесть на стол отца и деда. (…) Таким образом, княжеское старшинство, оторвавшись от места, получило личное значение, и как будто мелькнула мысль придать ему авторитет верховной власти. Вместе с этим изменилось и положение Суздальской области среди других областей Русской земли, и её князь стал в небывалое к ней отношение. До сих пор князь, который достигал старшинства и садился на киевском столе, обыкновенно покидал свою прежнюю волость, передавая её по очереди другому владельцу. Каждая княжеская волость была временным, очередным владением известного князя, оставаясь родовым, не личным достоянием. Андрей, став великим князем, не покинул своей Суздальской области, которая вследствие того утратила родовое значение, получив характер личного неотъемлемого достояния одного князя, и таким образом вышла из круга русских областей, владеемых по очереди старшинства.— В. О. Ключевский.

### Поход на Новгород (1170)

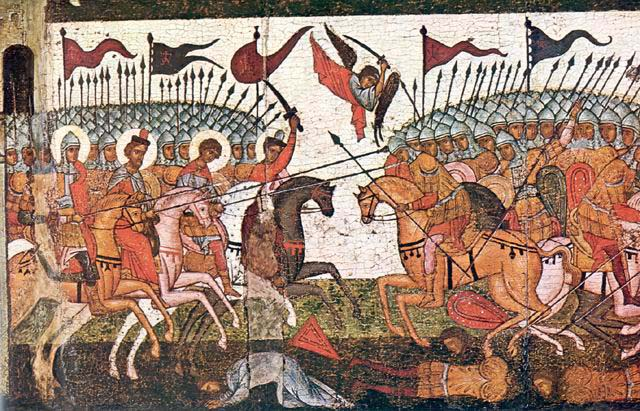
Битва новгородцев и суздальцев в 1170 году, фрагмент иконы 1460 года

В 1168 году новгородцы призвали себе на княжение Романа Мстиславича, сына Мстислава Изяславича Киевского. Первый поход был проведён против полоцких князей, союзников Андрея. Земля была разорена, войска не дошли до Полоцка 30 вёрст. Затем Роман атаковал Торопецкую волость Смоленского княжества. Посланное Мстиславом на помощь сыну войско во главе с Михаилом Юрьевичем и чёрные клобуки были перехвачены Ростиславичами по дороге.
Хронологически между взятием Киева и походом на Новгород летопись ставит рассказ о столкновении новгородцев с суздальцами в Заволочье, победа в котором досталась новгородцам.
Зимой 1170 года пришли под Новгород Мстислав Андреевич, Роман и Мстислав Ростиславичи, Всеслав Василькович Полоцкий, рязанский и муромский полки. На 4-й день осады, 25 февраля, был предпринят штурм, продолжавшийся целый день. К вечеру Роман с новгородцами победил суздальцев и их союзников. Новгородцы пленили так много суздальцев, что продавали их за бесценок (по 2 ногаты).
Однако вскоре в Новгороде наступил голод, и новгородцы предпочли заключить мир с Андреем на всей своей воле и пригласили на княжение Рюрика Ростиславича, а ещё через год — Юрия Андреевича Боголюбского.

### Осада Вышгорода (1173)
После смерти на киевском княжении Глеба Юрьевича (1171) Киев по приглашению младших Ростиславичей и втайне от Андрея и от другого главного претендента на Киев — Ярослава Изяславича Луцкого — занял Владимир Мстиславич, но вскоре умер. Андрей отдал киевское княжение старшему из смоленских Ростиславичей — Роману. В 1173 году Андрей потребовал от Романа выдачи киевских бояр, заподозренных в отравлении Глеба Юрьевича, но тот отказался. В ответ Андрей приказал ему вернуться в Смоленск, тот послушался. Андрей отдал Киев своему брату Михаилу Юрьевичу, но тот вместо себя послал в Киев брата Всеволода и племянника Ярополка. Всеволод просидел в Киеве 5 недель и был взят в плен Давыдом Ростиславичем. В Киеве ненадолго вокняжился Рюрик Ростиславич.
После этих событий Андрей через своего мечника Михна потребовал и от младших Ростиславичей «в Русской земле не быти»: от Рюрика — уйти к брату в Смоленск, от Давыда — в Берладь между реками Днестр и Дунай. Тогда младший из Ростиславичей, Мстислав Храбрый, передал князю Андрею, что прежде Ростиславичи держали его как отца «по любви», но не допустят, чтобы с ними обращались, как с «подручниками», и остриг бороду послу Андрея, чем дал повод началу военных действий.
Кроме войска Владимиро-Суздальского княжества, в походе участвовали полки из Муромского, Рязанского, Туровского, Полоцкого и Городенского княжеств, Новгородской земли, князья Юрий Андреевич, Михаил и Всеволод Юрьевичи, Святослав Всеволодович, Игорь Святославич; численность войска оценивается летописью в 50 тыс. человек. Ростиславичи избрали другую стратегию, нежели Мстислав Изяславич в 1169 году. Они не стали защищать Киев. Рюрик заперся в Белгороде, Мстислав в Вышгороде со своим полком и полком Давыда, а сам Давыд поехал в Галич просить помощи у Ярослава Осмомысла. Всё ополчение осадило Вышгород, чтобы взять в плен Мстислава, как приказал Андрей. Спустя 9 недель осады Ярослав Изяславич, чьи права на Киев не признали Ольговичи, получил такое признание от Ростиславичей, двинул волынские и вспомогательные галицкие войска на помощь осаждённым. Узнав о приближении противника, огромное войско осаждавших стало беспорядочно отступать. Мстислав совершил успешную вылазку. Многие, переправляясь через Днепр, утонули. «Так-то, — говорит летописец, — князь Андрей какой был умник во всех делах, а погубил смысл свой невоздержанием: распалился гневом, возгородился и напрасно похвалился; а похвалу и гордость дьявол вселяет в сердце человеку». Киевским князем стал Ярослав Изяславич. Но на протяжении последующих лет ему, а затем и Роману Ростиславичу пришлось уступить великое княжение Святославу Всеволодовичу Черниговскому, с помощью которого после гибели Андрея во Владимире утвердились младшие Юрьевичи.

### Походы в Волжскую Булгарию

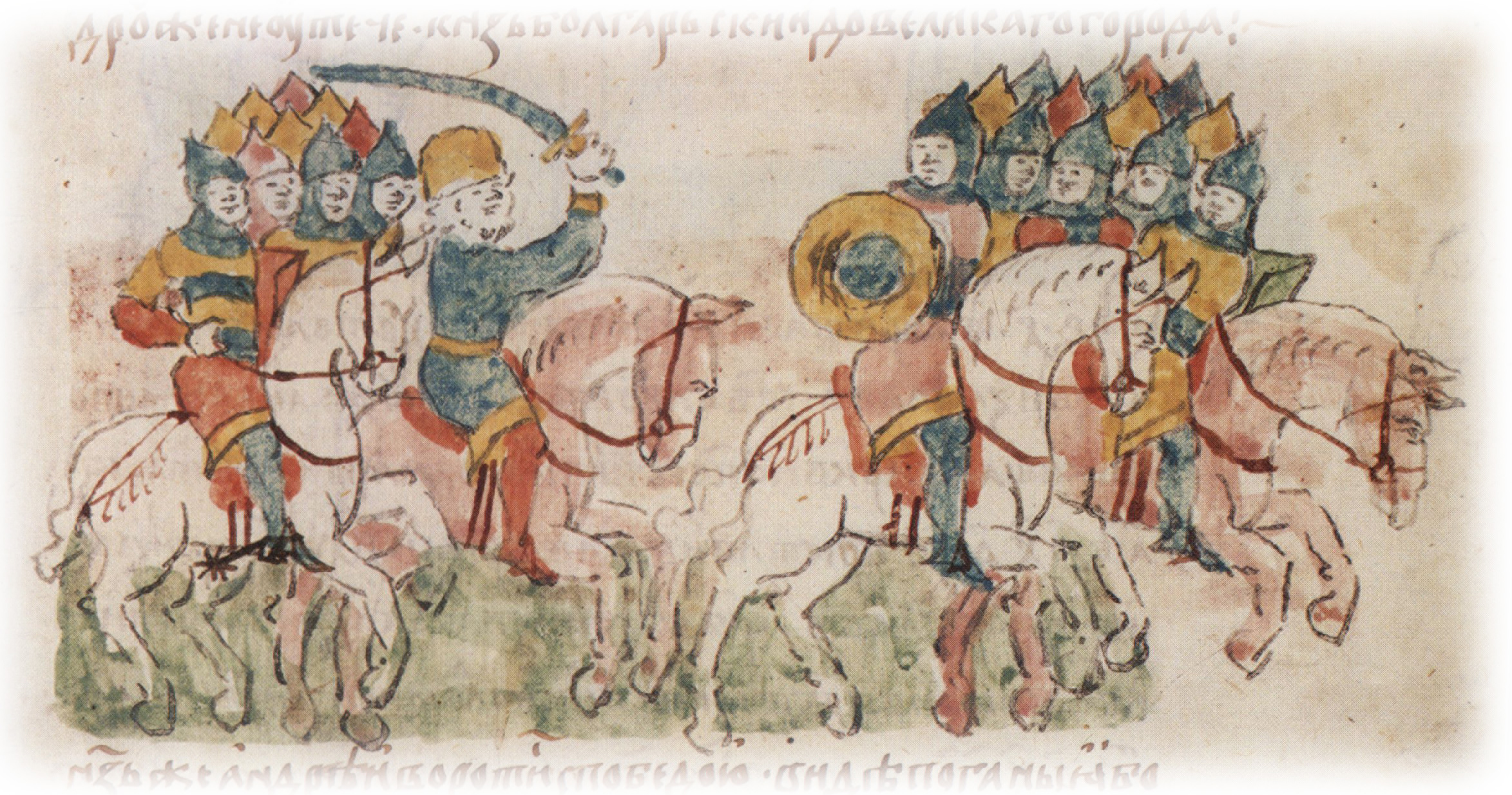
Бегство остатков болгарского войска после поражения от Андрея Боголюбского

В 1164 году Андрей провёл первый после похода Юрия Долгорукого (1120) поход на волжских булгар с сыном Изяславом, братом Ярославом и муромским князем Юрием. Противник потерял много людей убитыми и знамёна. Был взят булгарский город Бряхимов (Ибрагимов) и сожжено три других города.
Зимой 1172 года был организован второй поход, в котором участвовали Мстислав Андреевич, сыновья муромского и рязанского князей. Дружины соединились при впадении Оки в Волгу и ждали рати бояр, но не дождались. Этот поход не нравился всем людям и идучи не идяху, потому что не время воевать зимою болгар. Эти события свидетельствовали о крайней напряжённости взаимоотношений между князем и боярством, доходившей до такой же степени, до какой дошли в это время княжеско-боярские конфликты на противоположном краю Руси, в Галиче. Князья со своими дружинами вошли в булгарскую землю и начали грабежи. Булгары собрали войско и выступили навстречу. Мстислав предпочёл избежать столкновения из-за неблагоприятного соотношения сил.
В русской летописи не содержится известий об условиях мира, но после удачного похода на волжских булгар в 1220 году племянника Андрея Юрия Всеволодовича мир был заключён на выгодных условиях, по-прежнему, как при отце и дяде Юрия.

## Смерть и канонизация

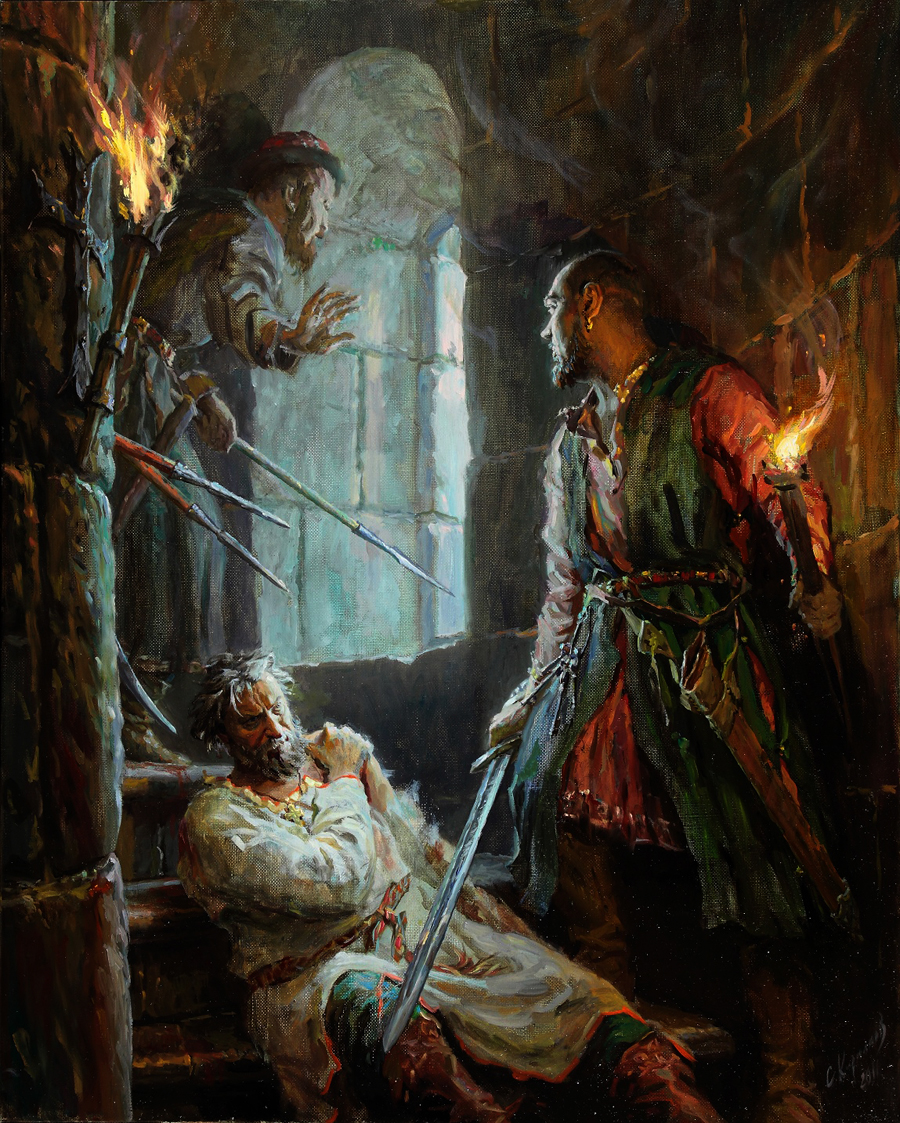
Сергей Кириллов. Андрей Боголюбский (Убиение). 2011

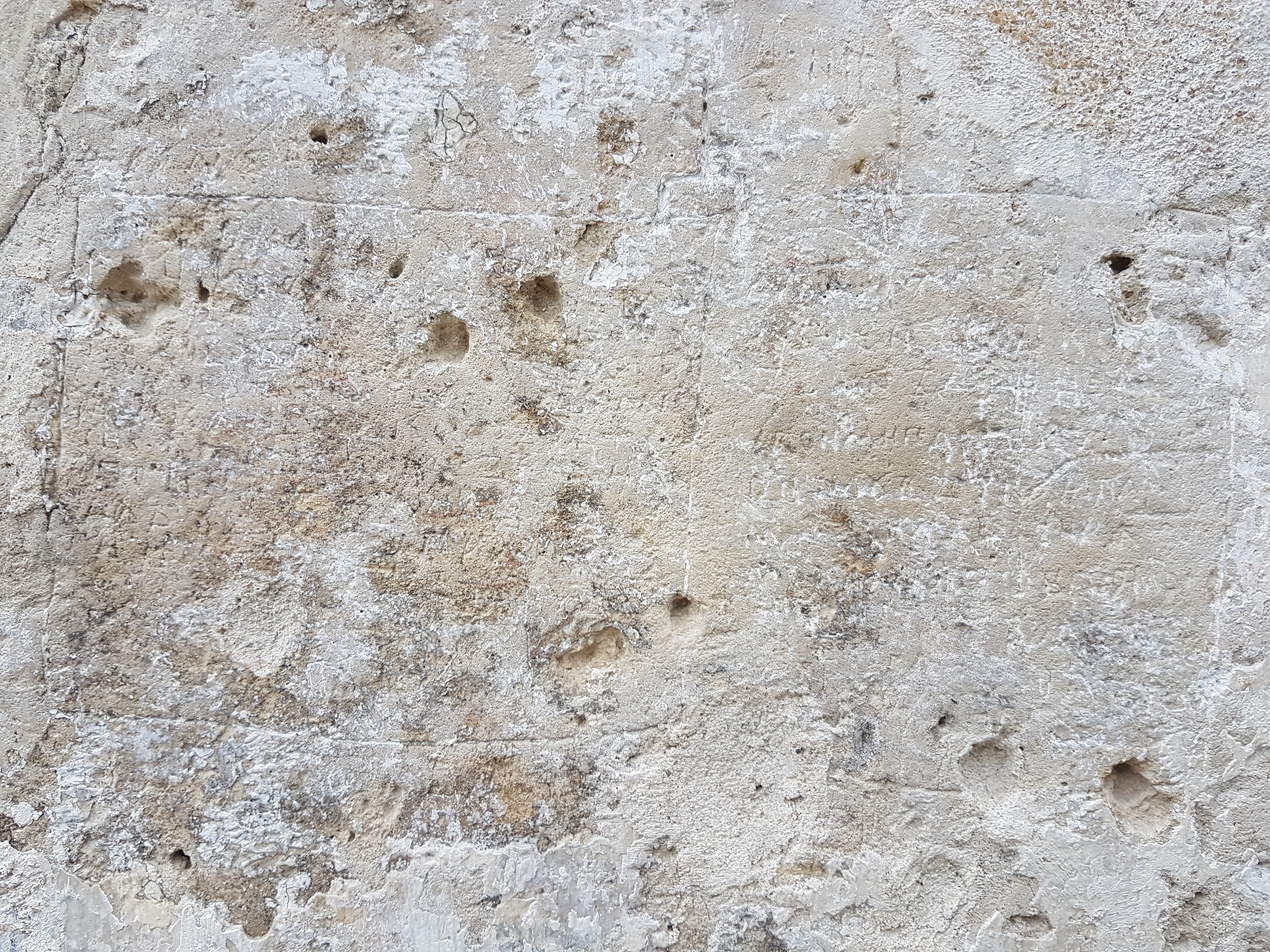
Надпись на южной абсиде Спасо-Преображенского собора Переславля-Залесского с сообщением об убийстве Андрея Боголюбского

Поражение войск Андрея Боголюбского при попытке захватить Киев и Вышгород в 1173 году усилило конфликт Андрея с видными боярами (недовольство которых проявлялось ещё во время неудачного похода войск Боголюбского против волжских булгар в 1172 году) и привело к заговору приближённых бояр против Андрея Боголюбского, в результате которого он в ночь с 28 на 29 июня 1174 года был убит своими боярами. Подробный рассказ об убийстве князя («О убьении Андрееве») был записан очевидцем или со слов очевидцев и сохранился в пространной редакции в составе Киевской летописи, в краткой — в составе Владимирской. Точность этого рассказа подтвердило обследование останков князя, произведённое в 1934 году.
Историк В. Д. Сиповский приводит, согласно Ипатьевской летописи, обстоятельства убийства князя Андрея в княжеском замке в Боголюбово. Заговорщики (бояре Кучковичи, которые были родственниками Боголюбского и некоторое время владели землями на месте будущего города Москвы), сначала спустились в винные погреба, там выпили вина, потом подошли к спальне князя. Один из них постучал. «Кто там?» — спросил Андрей. «Прокопий!» — отвечал стучавший (назвав имя одного из любимых князевых слуг). «Нет, это не Прокопий!» — сказал Андрей, хорошо знавший голос своего слуги. Дверь он не отпер и бросился к мечу, но меч святого Бориса, постоянно висевший над княжеской постелью, был предварительно похищен ключником Анбалом. Выломав дверь, заговорщики бросились на князя. Сильный Андрей Боголюбский долго сопротивлялся. Наконец, израненный и окровавленный, он упал под ударами убийц. Злодеи подумали, что он мёртв, и ушли. Князь очнулся, спустился из своей спальни по лестнице и попытался скрыться за лестничным столбом. Его отыскали по кровавому следу. Убийцы кинулись на него. Андрей в конце молитвы произнёс: «Господи, в руки Твои предаю дух мой!» и скончался. Предполагаемое место убиения князя Андрея, находящееся под лестницей лестничной башни, соединённой переходом с Богородице-Рождественским собором Боголюбского монастыря, сохранилось до настоящего времени.

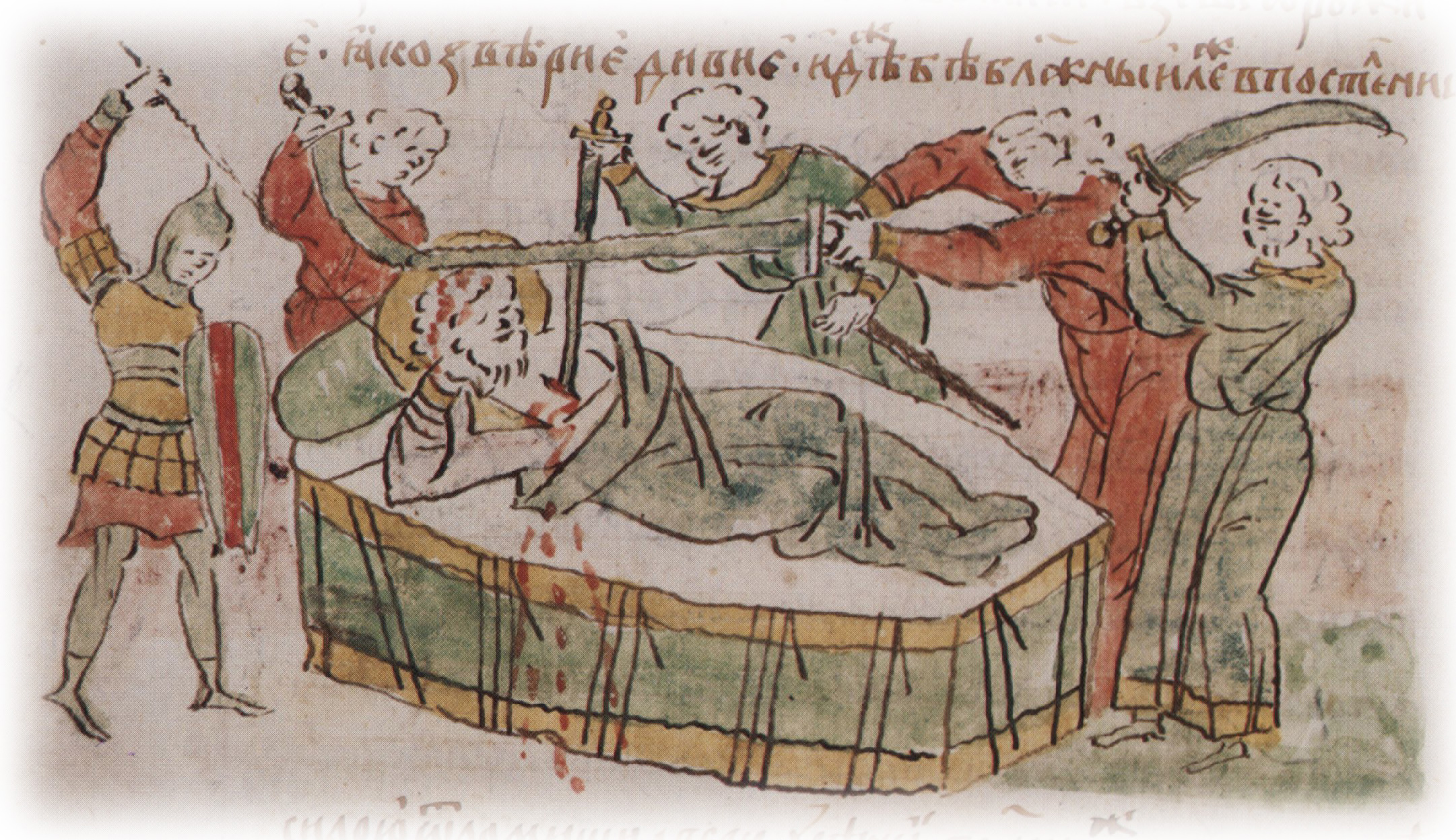
«Убийство Андрея Боголюбского группой Кучковичей», миниатюра Радзивилловой летописи

Тело князя лежало на улице, пока люд грабил княжеские хоромы. Согласно Ипатьевской летописи, тело князя остался взять лишь его придворный, киевлянин Кузьмище Киянин, который отнёс его в церковь. Только на третий день после убийства игумен Арсений отпел великого князя. Игумену Феодулу (настоятель владимирского Успенского собора и предположительно наместник епископа Ростовского) с клириками Успенского собора было поручено перенести тело князя из Боголюбова во Владимир и похоронить в Успенском соборе. Другие представители высшего духовенства, видимо, не присутствовали на службе.
В Сказании 6683 года об убиении Андрея Боголюбского некоторые черты напоминают смерть короля лангобардов Альбоина, а другие — смерть великого князя Михаила Ярославича Тверского.

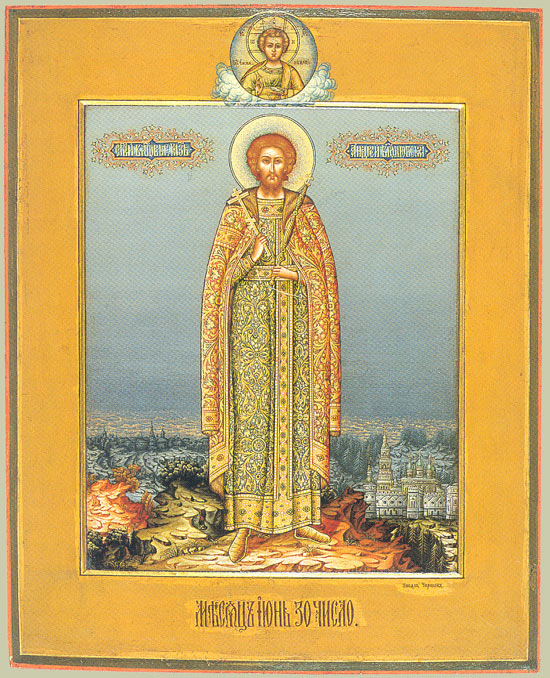
Святой благоверный князь Андрей Боголюбский (икона). Начало XX века. Государственный Эрмитаж.

Вскоре после убийства Андрея в княжестве развернулась борьба за его наследство, причём его уже единственный в то время сын не выступал в качестве претендента на княжение, подчинившись лествичному праву.
В 2015 году при реставрации Спасо-Преображенского собора в Переславле-Залесском была открыта надпись XII века, содержавшая текст: «Месяца июня 29 убиен бысть князь Андрей своими паробкы (слугами), овому вечная память, а сим — вечная мука», имена 20 заговорщиков — убийц князя (начиная с имён Кучковичей: Пётр, Амбал, Яким, упоминаемых в летописях), описание обстоятельств убийства и фразу: «Си суть убийцы великого князя Андрея, да будут прокляты». С помощью 3D-моделирования определили написание через «ц» отчества одного из зачинщиков заговора, Якима, — Куцкович. Это делает вероятным новгородское происхождение его отца Кучки. У заговорщика Ефрема отчество Моизич возводят к арабскому имени Му’изз. Он мог быть потомком мусульманина. Редчайшее имя Стырята, ещё одного убийцы князя, ранее встречалось в крупнейшей древнерусской глаголической надписи, найденной в 2017 году при раскопках руин церкви Благовещения на Рюриковом городище.
В Ипатьевской летописи, испытавшей значительное влияние так называемого Владимирского полихрона XIV века, Андрей в связи со смертью назван «великим князем».
Василий Ключевский так характеризует Андрея:

Андрей любил забываться в разгаре сечи, заноситься в самую опасную свалку, не замечал, как с него сбивали шлем. Всё это было очень обычно на юге, где постоянные внешние опасности и усобицы развивали удальство в князьях, но совсем не было обычно умение Андрея быстро отрезвляться от воинственного опьянения. Тотчас после горячего боя он становился осторожным, благоразумным политиком, осмотрительным распорядителем. У Андрея всегда всё было в порядке и наготове; его нельзя было захватить врасплох; он умел не терять головы среди общего переполоха. Привычкой ежеминутно быть настороже и всюду вносить порядок он напоминал своего деда Владимира Мономаха. Несмотря на свою боевую удаль, Андрей не любил войны и после удачного боя первый подступал к отцу с просьбой мириться с побитым врагом.
Князь был канонизирован Русской православной церковью около 1702 года в лике благоверного. Память 4 (17 июля). Мощи Андрея Боголюбского находятся в Андреевском приделе Успенского собора во Владимире.

### Судьба останков

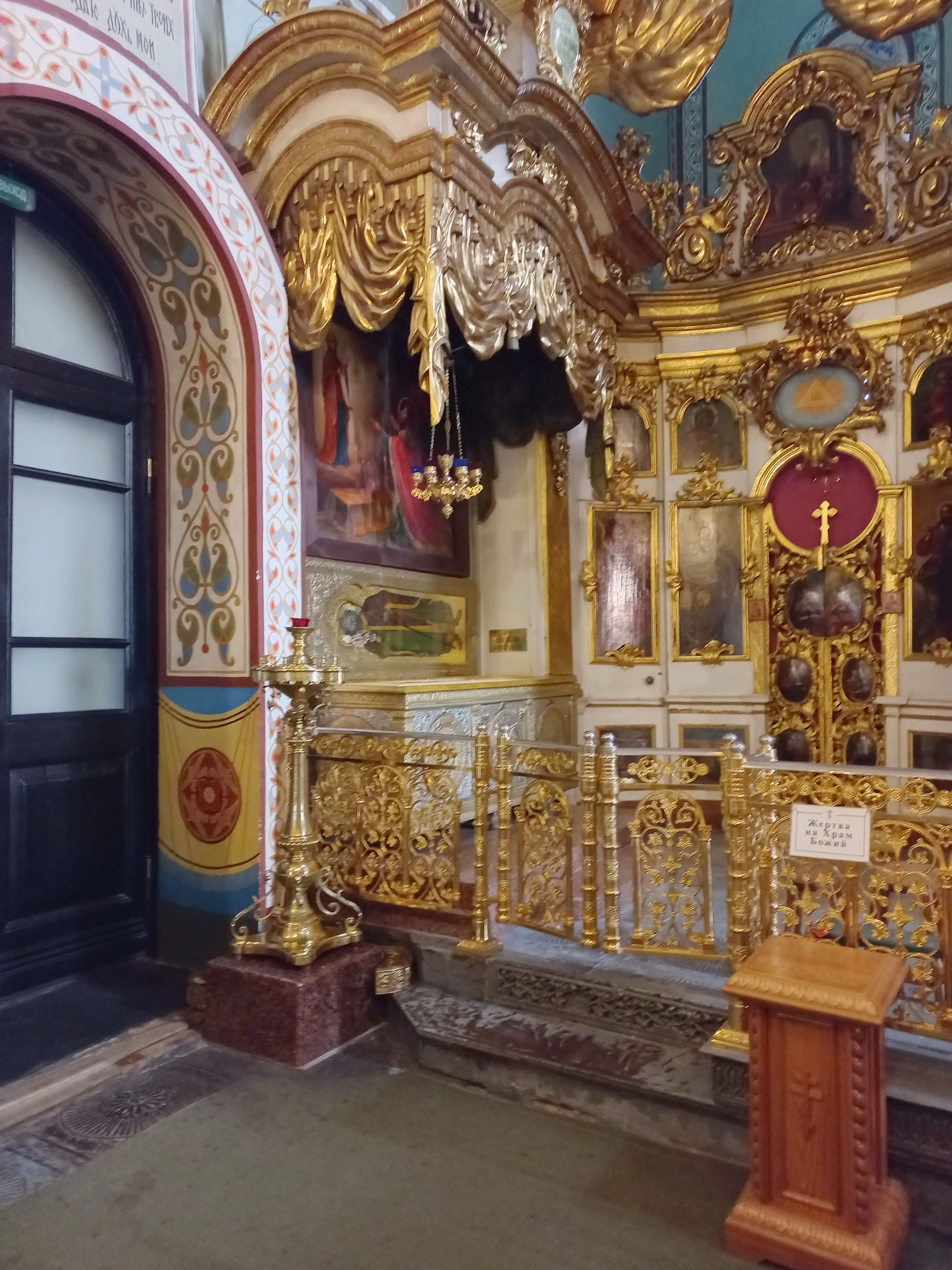
Рака с мощами святого Андрея Боголюбского в Успенском соборе Владимира, 2023 год

Рака с мощами князя была вскрыта в феврале 1919 года комиссией по осмотру Успенского собора. После врачебного исследования останки были оставлены открытыми для посетителей. В 1934 году из «антирелигиозного отдела» Владимирского исторического музея (открылся в Георгиевском приделе собора) останки были переданы в Институт истории феодального общества ГАИМК (Ленинград). Там они были подвергнуты анализу в рентгено-антропологической лаборатории Государственного рентгенологического института профессором Д. Г. Рохлиным, подтвердившим летописные данные об обстоятельствах убийства князя. В феврале 1935 года останки возвратились в музей, и их экспонировали в центре зала музея на первом этаже в стеклянном саркофаге.
Череп был отправлен в 1939 году в Москву Михаилу Герасимову, затем возвращён во Владимир в 1943 году; в конце 1950-х мощи оказались в Государственном историческом музее, где оставались до 1960-х. В 1982 году они были осмотрены судебно-медицинским экспертом Владимирского областного бюро СМЭ М. А. Фурманом, который подтвердил наличие множественных рубленых повреждений скелета князя и преимущественную их левостороннюю локализацию.
23 декабря 1986 года Совет по делам религий принял решение о целесообразности передачи мощей в Успенский собор города Владимира. 3 марта 1987 года произошла передача мощей. Они были переложены в раку на то же место в Успенском соборе, где они находились в 1174 году.
В 2007—2008 годах была проведена очередная экспертиза останков Андрея Боголюбского с использованием современных методов и технологий. Несмотря на большое количество повреждений (16), судебно-медицинские эксперты пришли к выводу, что фактически убивали князя только двое из заявленных 20 участников расправы. А непосредственной причиной смерти князя стал не роковой удар, поразивший жизненно важный орган, а острая кровопотеря в результате сильного кровотечения.

## Культурное наследие

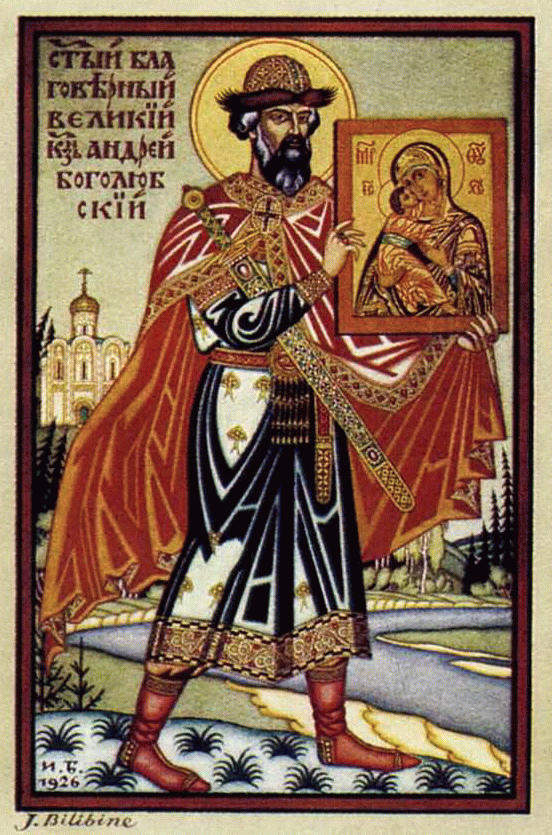
На открытке работы Ивана Билибина.

Андрей Боголюбский основал большое количество храмов, посвящённых Богородице. По преданию через Свою Владимирскую икону Богоматерь помогала войску князя в походе на волжских булгар в 1164 году. В память об этом Андрей учредил новые праздники — Покрова Пресвятой Богородицы (1 (14) октября) (по одной из версий) и Всемилостивого Спаса и Пресвятой Богородицы (1 (14) августа), которые позже вошли в литургический обиход Русской церкви.
В окружении князя (отчасти, возможно, и самим князем) был создан ряд литературных произведений, прославляющих Богородицу и содержащих идею о Её покровительстве Владимиро-Суздальскому княжеству: «Сказание о победе над волжскими болгарами», «Слово на праздник Покрова», «Сказание о чудесах Владимирской иконы Божией Матери». В последнем повествуется о перенесении Владимирской иконы из Вышгорода во Владимир и прославлении Богоматерью Своего образа многими чудесами. В Сказании Андрей Боголюбский предстает ревностным почитателем Богоматери, по молитвам которого к Владимирской иконе было явлено много чудес. По мнению историка А. В. Назаренко, деятельность князя отражает его веру в особое покровительство Богородицы Владимиро-Суздальской земле.
Предположительно, при содействии Андрея Боголюбского была составлена первоначальная редакция жития епископа Ростовского святителя Леонтия. Мощи Леонтия и его преемника святителя Исаии были обретены при закладке ростовского Успенского собора в 1160 году или в ближайшие последующие годы. Вскоре они при непосредственном участии князя Андрея были торжественно перенесены в построенный собор. Согласно Житию Леонтия, князь произнёс: «Хвалю и славлю Тя, Господи… яко сподобил мя еси сицего съкровища в области моего царьствия видети, уже ничем же охужден есмь». Андрей был озабочен тем, что Ростово-Суздальская земля ранее не была прославлена собственными святыми.
В правление Андрея Боголюбского во Владимиро-Суздальской Руси трудами клириков владимирского Успенского собора было начато систематическое летописание. По мнению Я. Н. Щапова, во Владимире при Андрее Боголюбском окончательно сложился тот текст Церковного устава Владимира, который стал основой всех сохранившихся его редакций.

## Реконструкция облика
В межвоенные годы останками князя Андрея Боголюбского заинтересовался антрополог М. М. Герасимов, и череп был отправлен в Москву, где академик восстановил облик князя своим методом — подлинник (1939) хранится в ГИМ; в 1963 году Герасимов выполнил повторную работу для Владимирского краеведческого музея. Герасимов считал, что череп «европеоиден с определённым тяготением к северо-славянским или даже нордическим формам, но лицевой скелет, особенно в верхней части (орбиты, нос, скуловые кости), имеет несомненные элементы монголоидности» (наследственность по женской линии — «от половцев»).
В 2007 году по инициативе Московского Фонда международного сотрудничества имени Юрия Долгорукого, созданного Распоряжением Правительства Москвы № 211-РМ от 16 марта 1999 года, ФГУ Российский центр судебно-медицинской экспертизы Минздравсоцразвития России произвёл новое медико-криминологическое исследование черепа князя. Исследование было проведено профессором В. Н. Звягиным с использованием программы СranioMetr. Оно подтверждает краниологическую экспертизу черепа князя, выполненную коллегой Герасимова В. В. Гинзбургом, добавляя к ней такие детали как горизонтальная профилировка лица, седловидная деформация темени и поворот плоскости лица на 3-5° вправо, однако относит облик князя к среднеевропейскому варианту большой европеоидной расы и отмечает, что признаки североевропейской или южноевропейской локальных рас отсутствуют в нём с вероятностью Pl > 0,984, в то время как монголоидные особенности полностью исключаются (вероятность Pl ≥ 9 х 10-25).
Повторная антропологическая реконструкция внешнего облика Андрея Боголюбского была выполнена С. А. Никитиным.

## Брак и дети
В 1148 году отец Андрея Юрий Долгорукий женил сына на Улите, дочери казнённого боярина Степана Ивановича Кучки. По древнейшему и народному преданию, как изобличенная участница в убийстве своего мужа, она была казнена в 1175 году великим князем Михалком I Юрьевичем, братом и преемником Андрея Боголюбского. По другому преданию, участницей в убийстве Андрея Боголюбского была его вторая жена, родом ясыня, по имени неизвестная. 
По версии историка Хмырова М. Д., Улита родила пятерых детей:
- Изяслав, участник похода против волжских болгар, умер в 1165 году.
- Мстислав, умер 28 марта 1173 года.
- Юрий, князь Новгородский в 1173—1175 годах, в 1185—1189 годах муж грузинской царицы Тамары, умер около 1190 года.
- Ростислава, замужем за Святославом Вщижским.
- Глеб Владимирский (около 1155—1175), святой. Неизвестен по летописям. Согласно позднейшим источникам, с 12-летнего возраста стал усердно читать духовную литературу, любил беседовать с монахами, отличился христианскими добродетелями, скончался в 20-летнем возрасте незадолго до убиения своего отца[54].

По версии филологов Литвиной А. Ф. и Успенского Ф. Б, Андрей Боголюбский мог иметь еще одну дочь, которая была замужем за Олегом Святославичем, сыном Святослава Всеволодовича.

## Почитание и прославление
Летописный рассказ о гибели князя прославляет его как храмоздателя, второго царя Соломона, щедрого жертвователя в пользу Церкви, нищелюбца и ревностного распространителя христианства. Отмечается, что Андрей любил молиться в церкви по ночам. Князь назван «угодником» Божиим, «страстотерпцем», который «кровью мученичьскою умывся прегрешений своих со братома своима с Романом и с Давыдом» (со святыми Борисом и Глебом). Автор рассказа просит князя молиться «о племени своём… и о земли Руськои». Летопись, предположительно, отражает местное почитание Андрея Боголюбского во Владимире при жизни и после смерти. О почитании князя Андрея также свидетельствует Лаврентьевская летопись, где об убитом в 1238 году ростовском князе Васильке Константиновиче сказано, что его «причте Бог смерти Андрееве кровью мученичьскою».
Андрей Боголюбский был особо почитаем царём Иваном Грозным. Во время подготовки к Казанскому походу, в 1548—1552 годах, царь неоднократно посещал Владимир и указал ежегодно поминать погребённых в Успенском соборе князей и иерархов. Также Иван повелел дважды в год служить торжественные панихиды по князю Андрею: в день его убиения и в день памяти Андрея Первозванного (30 ноября (13 декабря)). При Иване Грозном оформилась, отразившаяся в «Степенной книге», концепция русской истории, согласно которой Андрей Боголюбский, основавший Великое княжество Владимирское, непосредственного предшествовавшее Русскому царству, стоял у корня российского самодержавия.
Андрей Боголюбский был прославлен Русской православной церковью в 1702 году, когда его мощи были обретены и положены в серебряную раку во владимирском Успенском соборе, сооружённую на вклад патриарха Иосифа. Почитание установлено в день памяти чтимого на Руси святителя Андрея Критского — 4 (17) июня.
C 2020 года по благословению Патриарха Московского и всея Руси Кирилла Андрей Боголюбский является покровителем войск РХБ защиты России.

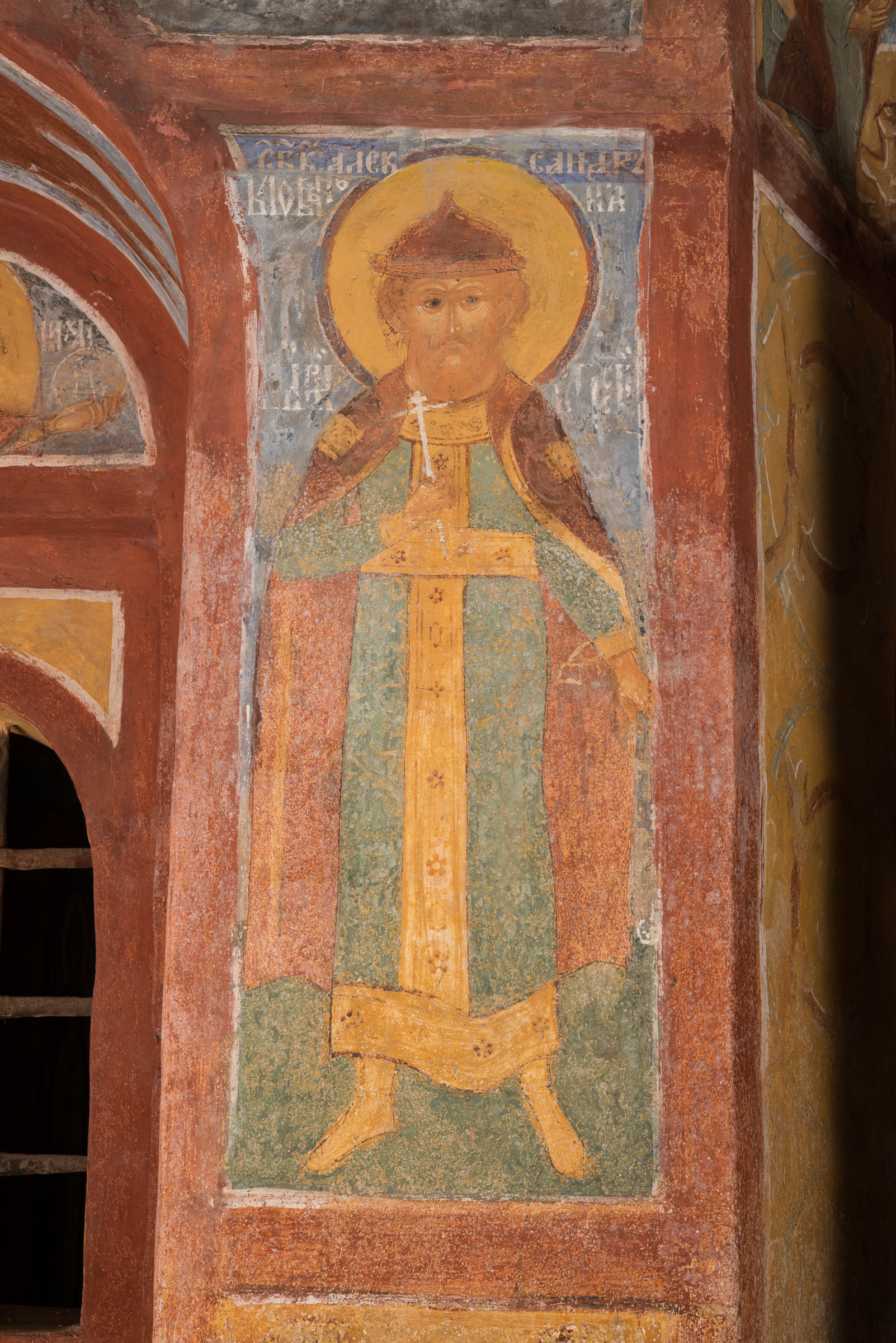
Святой князь Андрей Боголюбский, храм Николы Надеина, 1620—1622
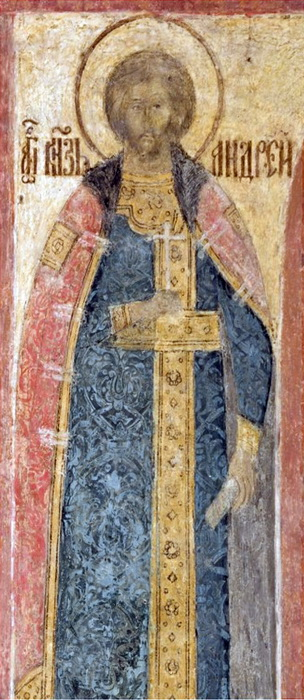
Благоверный князь Андрей Боголюбский, храм Ризоположения, 1644
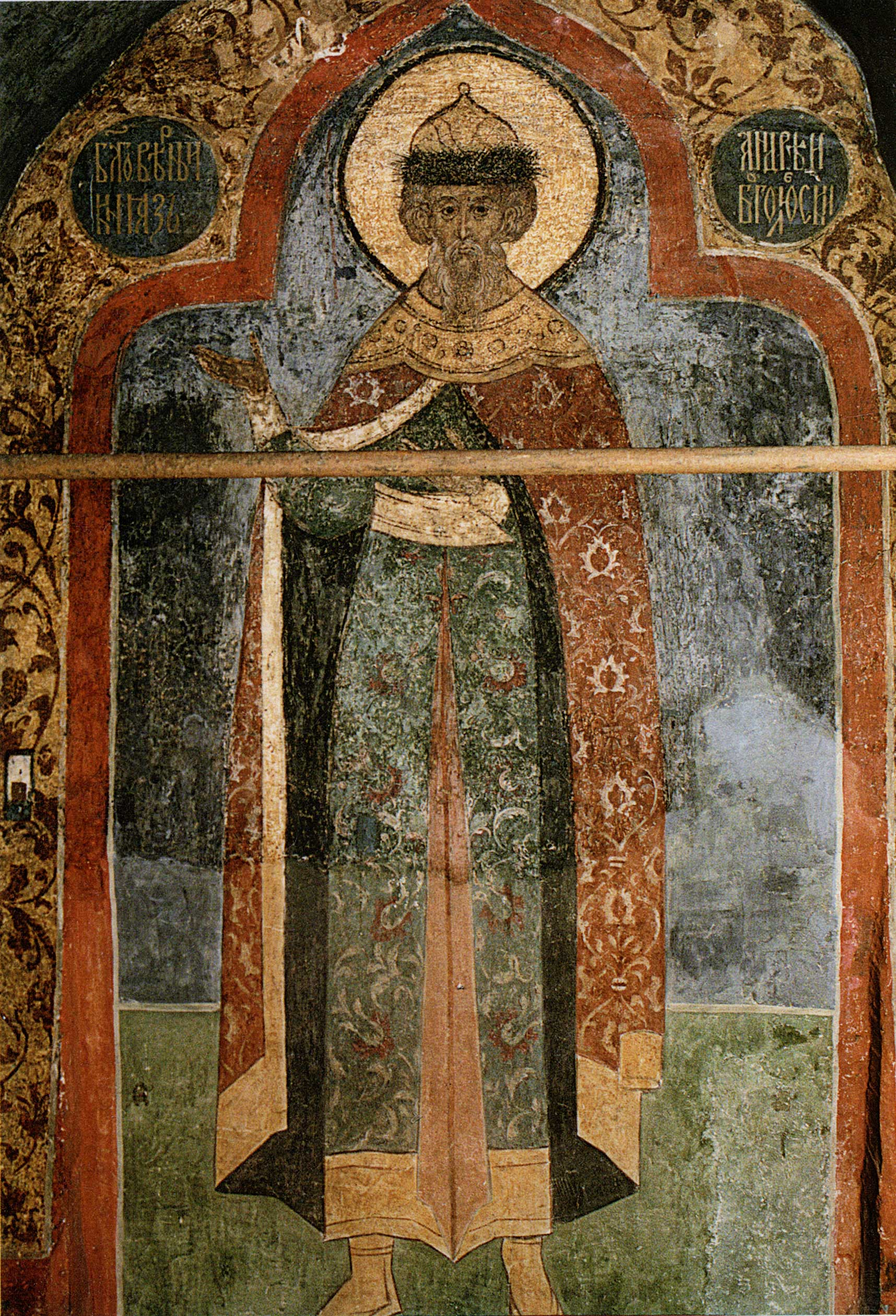
Святой Андрей Боголюбский, Архангельский собор, 1652—1666
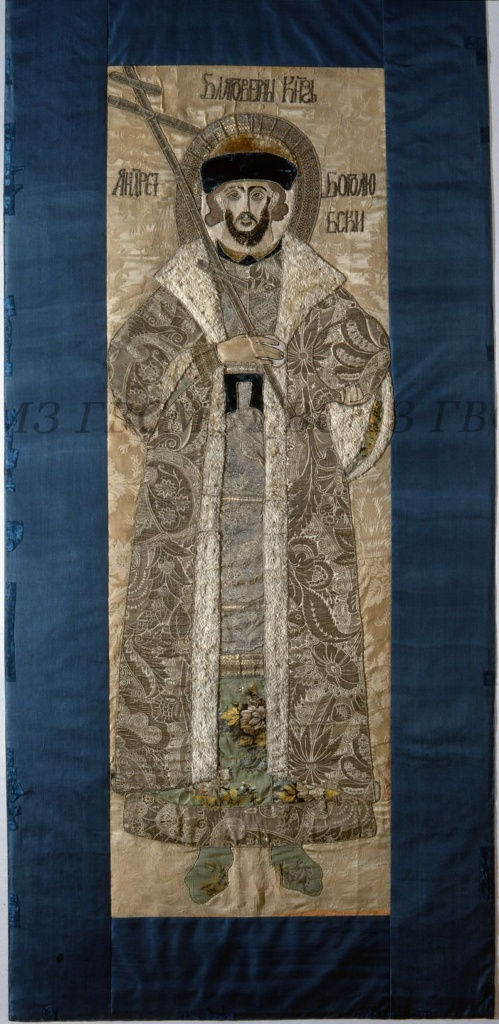
Покров с изображением Андрея Боголюбского, 1767.

## Храмы и часовни

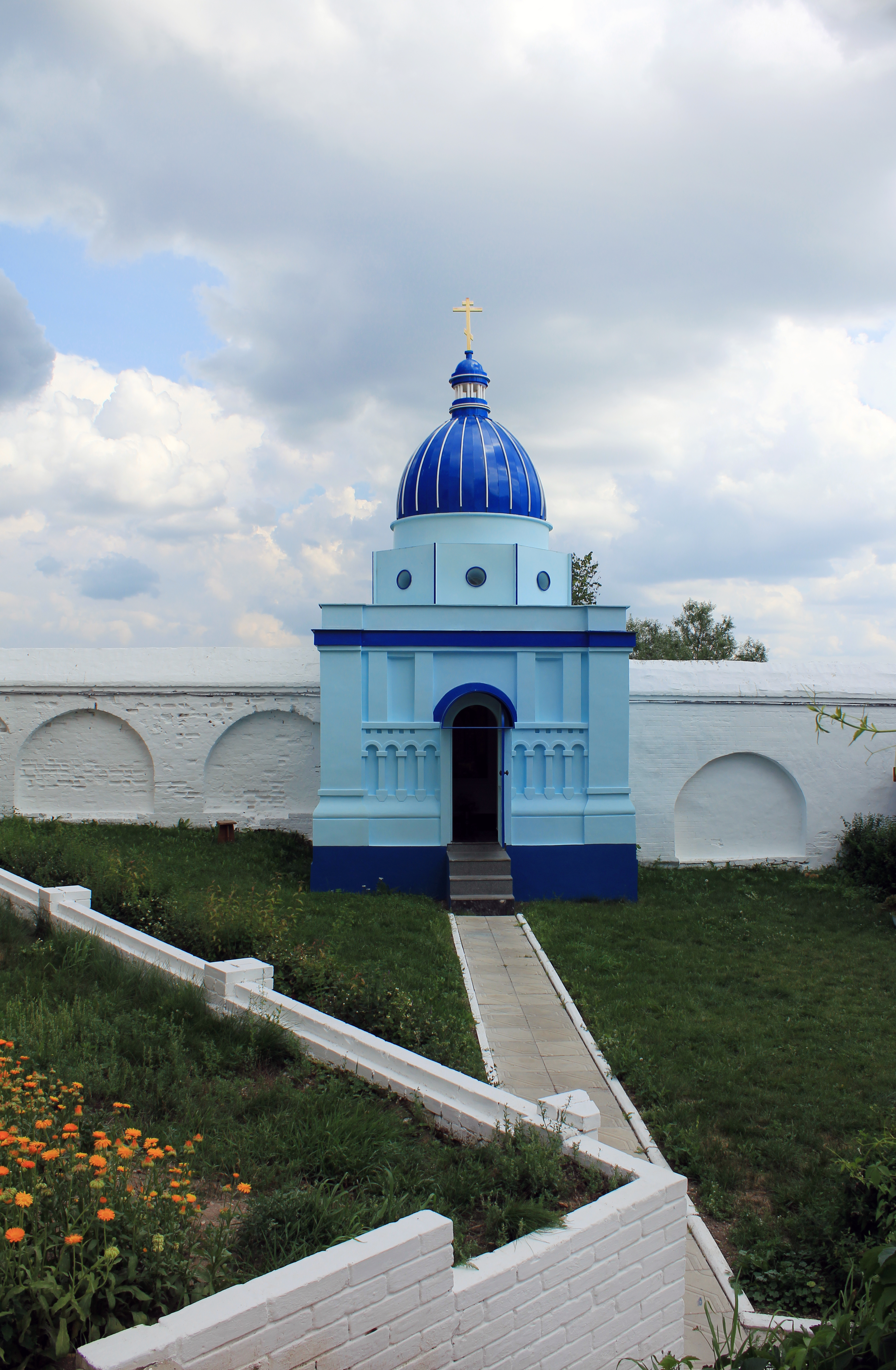
Часовня Святого Андрея Боголюбского в Боголюбском монастыре

Во имя святого в России освящены два храма в Москве (в Петропавловском и Ильинском благочиниях), часовня в Боголюбском монастыре (на месте, где, по преданию, лежало брошенное убийцами тело князя) и приделы в кафедральном соборе Успения Пресвятой Богородицы во Владимире, храме Боголюбской иконы Божией Матери в городе Пушкино и храме Иерусалимской иконы Божией Матери за Покровской заставой в Москве.

## Образ Андрея Боголюбского в кино
- Князь Юрий Долгорукий (1998; Россия) режиссёр Сергей Тарасов, в роли Андрея Евгений Парамонов.
- Князь Андрей (2025), режиссёр Давид Ткебучава. В главной роли Александр Голубев.

## В художественной литературе
- Исторический роман Сергея Заграевского «Архитектор его величества» (М.: ОГИ, 2014)